# GFAJ-1
GFAJ-1 és un bacteri extremòfil que, segons un article científic publicat el 2010, seria capaç d'utilitzar arsènic (un element químic verinós per a la immensa majoria d'éssers vius) en condicions de penúria de fòsfor. Aquest descobriment semblava donar suport a la idea ja establerta que la vida en altres planetes podria tenir una composició química radicalment diferent i podria contribuir a la cerca de vida extraterrestre. Tanmateix, l'estudi fou criticat per amplis sectors de la comunitat científica i desmentit per treballs de recerca posterior, que determinaren que GFAJ-1 tan sols era resistent a l'arsènic.

## Descobriment
L'organisme GFAJ-1 fou cultivat i descobert per Felisa Wolfe-Simon, una investigadora d'astrobiologia de la NASA treballant pel Servei Geològic dels Estats Units a Menlo Park (Califòrnia). L'organisme fou aïllat i cultivat des del 2009 a partir de sediments recuperats per ella i els seus col·laboradors a la vora del llac Mono (Califòrnia). El llac Mono és hipersalí i molt alcalí. També té una de les concentracions naturals d'arsènic més elevades del món. El descobriment fou fet públic el 2 de desembre del 2010.
Segons els resultats de seqüenciació d'ARNr 16S, aquest bacteri amb forma de bàcul es troba dins el gènere Halomonas, juntament amb altres bacteris halòfils. La majoria d'aquests bacteris poden tolerar un nivell elevat d'arsènic, però GFAJ-1 pot aprofitar-lo. Segons l'estudi de Wolfe-Simon, si no hi havia fòsfor, GFAJ-1 podia incorporar arsènic al seu ADN per continuar creixent. Després d'haver introduït arsènic radioactiu al medi de cultiu d'alguns microbis, Wolfe-Simon trobà que aproximadament una desena part de l'arsènic absorbit pels bacteris acabà als àcids nucleics. L'ADN extret de cèl·lules de GFAJ-1 privades de fòsfor presentava arsènic enllaçat a oxigen i carboni, de la mateixa manera que el fòsfor s'enllaça amb l'oxigen i el carboni en l'ADN normal. En altres paraules, tots els experiments duts a terme per Wolfe-Simon apuntaven a la mateixa conclusió, que GFAJ-1 és capaç de substituir el fòsfor del seu ADN amb arsènic.